# Klamelisaurus
Klamelisaurus ("ještěr z Klameli (Kelamaili)") byl rod sauropodního dinosaura, žijícího v období střední až svrchní jury na území dnešní Džungarie v čínské provincii Sin-ťiang (geologické souvrství Š'-šu-kou). Jeho fosilie byly objeveny v roce 1982, formálně byl popsán čínským paleontologem jménem Čao Si-ťin v roce 1993. Holotyp nese označení IVPP V9492 a jedná se o nekompletně zachovanou fosilní kostru.

## Popis
Klamelisaurus byl středně velký sauropod, podle paleontologa Thomase R. Holtze, Jr. měřil na délku asi 17 metrů a vážil kolem deseti tun (zhruba jako dva dospělí samci slona afrického). Podle badatele Gregoryho S. Paula byl klamelisaurus mírně menší, dosahoval délky asi 15 metrů a hmotnosti kolem 5 tun.

## Zařazení

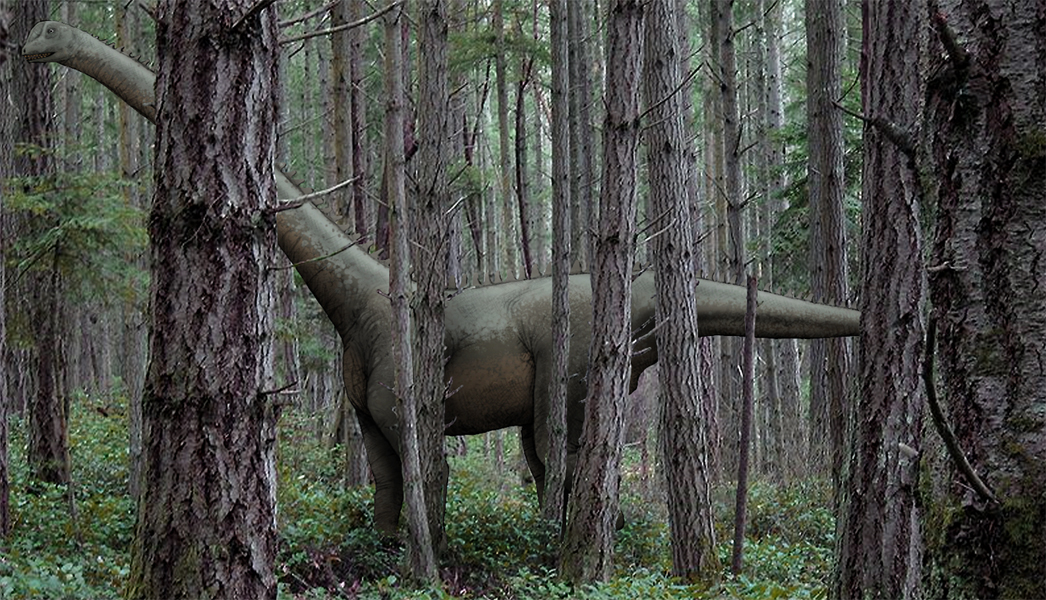
Klamelisaurus – ekologická scéna.

Klamelisaurus byl původně zařazen do nově vytvořené podčeledi Klamelisaurinae, později byl však označen za blíže systematicky neurčitelného eusauropoda mimo klad Neosauropoda. Mnozí badatelé se domnívali, že se v případě fosilního materiálu klamelisaura může jednat o dospělého zástupce rodu Bellusaurus, pravděpodobnou rozdílnost a taxonomickou samostatnost obou rodů však dokazuje vědecká práce z roku 2018.